# Йосиф Ковачев
Йосиф Ковачев (болг. Йосиф Ковачев; нар. 14 січня 1839, Штип — пом. 31 жовтня 1898, Софія — болгарський вчений, педагог, міський голова Софії.

## Біографія
Народився 14 січня 1839 в болгарському місті Штип (нині Північна Македонія). Початкову освіту здобув у Штипі, далі навчався в семінарії в Белграді (1859), а потім був переведений до Київської семінарії, де перебував у період з 1864 по 1868.
Після навчання повернувся до Болгарії, невдовзі створив першу болгарську чоловічу школу у Штипі, а його помічником був тоді Александер Попорушев. У 1872 році він був призначений шкільним інспектором у Кюстендилі. У 1873 році він випустив свою книгу «Шкільна педагогіка або методичний посібник для вчителів і керівників національних шкіл», це був перший болгарський підручник з педагогіки.
Був обраний членом Установчих зборів в 1879. Головний секретар Міністерства внутрішніх справ (1880–1881), член Державної ради (1882) і міський голова Софії (1886-1887).
З 1888 і до кінця свого життя — викладач педагогіки у вищій школі в Софії (нині Софійський університет). У 1895 на II Македонському конгресі він був обраний заступником голови вищого Македонського Комітету. На III Македонському конгресі в наступному році знову був обраний заступником голови Комітету, з березня по червень 1897 — голова Комітету.
Помер 31 жовтня 1898 в Софії.

### Галерея

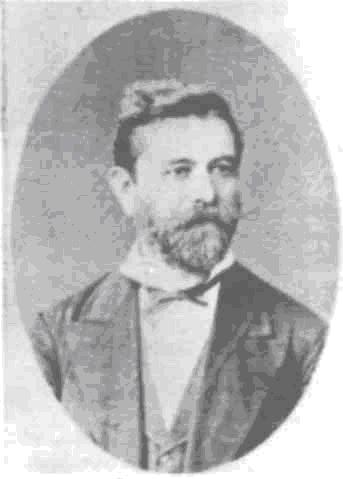
Йосиф Ковачев
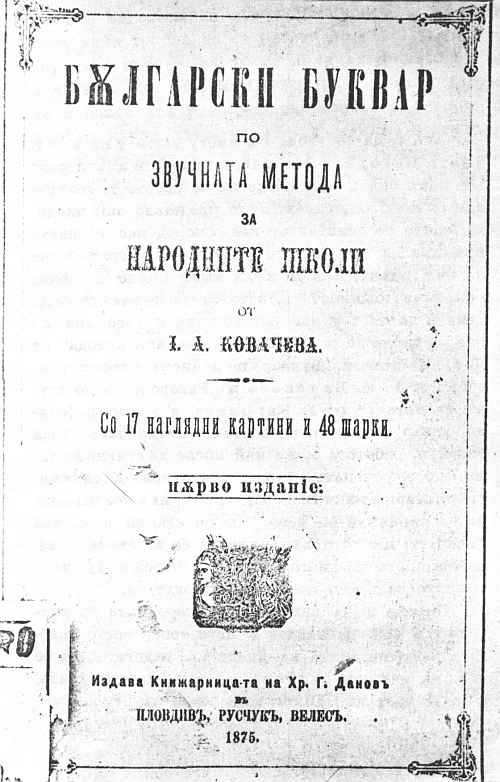
Обкладинка „Български буквар“ (1875)
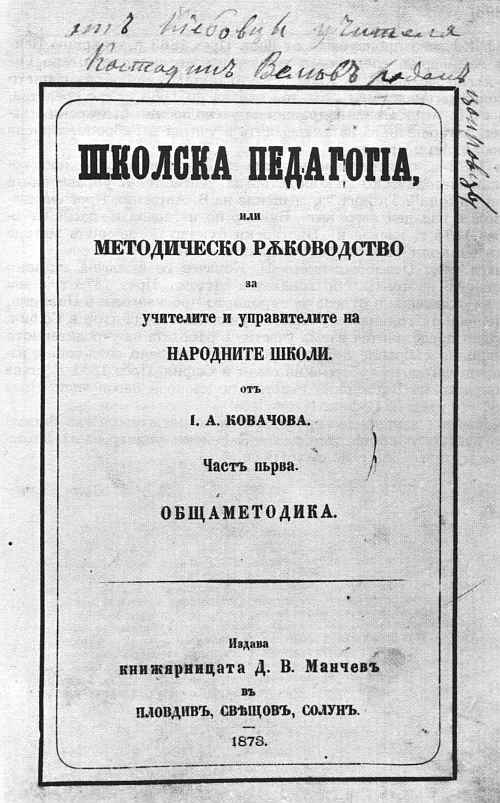
Обкладинка „Школска педагогия“ (1873)
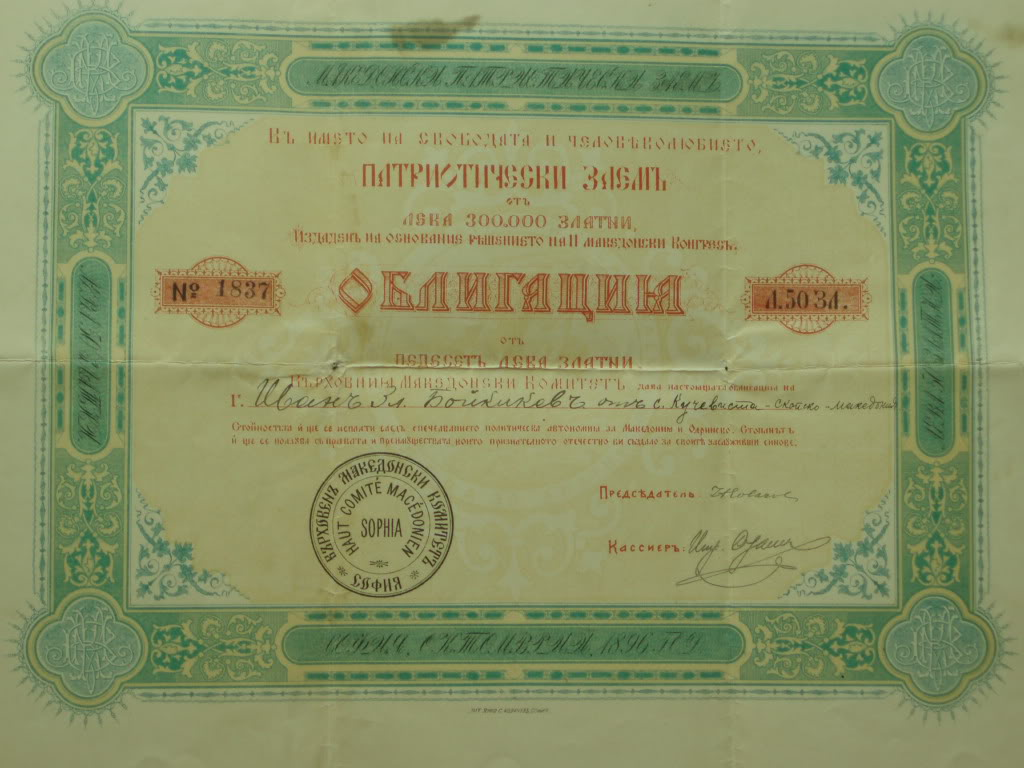
Облігація з підписом Ковачева